# Svátek matek (film)
Svátek matek (v anglickém originále Mother’s Day) je americká filmová komedie z roku 2016. Režisérem filmu je Garry Marshall. Hlavní role ve filmu ztvárnili Jennifer Aniston, Julia Roberts, Kate Hudson, Jason Sudeikis a Timothy Olyphant.

## Obsazení
| Jennifer Aniston    | Sandy Newhouse                |
| Kate Hudson         | Jesse                         |
| Julia Robertsová    | Miranda Collins               |
| Jason Sudeikis      | Bradley Barton                |
| Timothy Olyphant    | Henry                         |
| Shay Mitchell       | Tina                          |
| Britt Robertsonová  | Kristin                       |
| Jack Whitehall      | Zack Zimm                     |
| Hector Elizondo     | Ramon Navarro / Lance Wallace |
| Margo Martindale    | Florence                      |
| Sarah Chalke        | Gabi                          |
| Robert Pine         | Earl                          |
| Aasif Mandvi        | Russell                       |
| Cameron Esposito    | Max                           |
| Jon Lovitz          | Wally Burn                    |
| Loni Love           | Kimberly                      |
| Lucy Walsh          | Jody                          |
| Beth Kennedy        | Gwenda                        |
| Sandra Taylor       | Lexy                          |
| Ella Anderson       | Vicky Barton                  |
| Jessi Case          | Rachel Barton                 |
| Grayson Russell     | Tommy                         |
| Matthew Walker      | Randy                         |
| Lisa Roberts Gillan | Betty                         |
| Kate Linder         | Gigi                          |
| Jennifer Garnerová  | Dana Barton                   |
| Paul Vogt           | Tiny                          |
| Owen Vaccaro        | Charlie                       |
| Scott Marshall      | Sam                           |
| Christine Lakin     | hosteska                      |
| Rory O'Malley       | zákazník                      |
| Larry Miller        | policista na motorce          |
| Sean O'Bryan        | ochranka                      |

## Přijetí

### Tržby
Film vydělal 32,5 milionů dolarů v Severní Americe a 15,9 milionů dolarů v ostatních oblastech, celkově tak vydělal 48,4 milionů dolarů po celém světě. Rozpočet filmu činil 25 milionů dolarů. Za první víkend docílil čtvrté nejvyšší návštěvnosti, kdy vydělal 8,4 milionů dolarů.

### Ocenění a nominace
| Ocenění            | Kategorie                         | Nominovaní       | Výsledek |
| ------------------ | --------------------------------- | ---------------- | -------- |
| Teen Choice Awards | nejlepší film: komedie            |                  | nominace |
| Teen Choice Awards | nejlepší filmová herečka: komedie | Jennifer Aniston | nominace |
| Zlaté maliny       | nejhorší herečka v hlavní roli    | Julia Roberts    | nominace |
| Zlaté maliny       | nejhorší herečka ve vedlejší roli | Kate Hudson      | nominace |